# Allan Lindberg
Allan Lindberg (Suecia, 21 de junio de 1918-2 de mayo de 2004) fue un atleta sueco especializado en la prueba de salto con pértiga, en la que consiguió ser campeón europeo en 1946.

## Carrera deportiva
En el Campeonato Europeo de Atletismo de 1946 ganó la medalla de oro en el salto con pértiga, con un salto por encima de 4.17 metros que fue récord de los campeonatos, superando al soviético Nikolay Ozolin (plata con 4.10 metros) y al checoslovaco Jan Bém.